# Portret zabójcy
Portret zabójcy (ang. Profiler) – amerykański serial kryminalny z drugiej połowy lat 90.

## Krótki opis
Jest to serial telewizyjny opowiadający o pracy psycholog dr Samanthy Waters, współpracującej z FBI w opracowywaniu profili psychologicznych niebezpiecznych przestępców. Słowo Profiler oznacza w języku angielskim kryminologa, wykorzystującego wiedzę psychologiczną do chwytania przestępców, najczęściej seryjnych morderców. Serial jest zbliżony charakterem do Millenium.

## Obsada
- Ally Walker – dr Samantha Waters (64 odcinki)[1]
- Robert Davi – agent Bailey Malone (wszystkie odcinki)
- Roma Maffia – Grace Alvarez (wszystkie odcinki)
- Dennis Christopher – Jack Of All Trades (45 odcinków)
- Julian McMahon – detektyw John Grant (wszystkie odcinki)
- Peter Frechette – George Fraley (wszystkie odcinki)
- Erica Gimpel – Angel Brown (45 odcinków)
- Caitlin Wachs – Chloe Waters (41 odcinków)
- Heather McComb – Frances Malone (24 odcinki)
- Michael Whaley – detektyw Nathan Brubaker (22 odcinki)
- Jamie Luner – Rachel Burke (20 odcinków)
- Shiek Mahmud-Bey – detektyw Marcus Payton (19 odcinków)
- Traci Lords – Sharon Lesher (19 odcinków)
- A Martinez – agent Nick „Coop” Cooper (9 odcinków)
- Mark Rolston – Donald Lucas (7 odcinków)
- James Handy – Lou Handleman (7 odcinków)
- Gregory Itzin – Joel Marks (6 odcinków)

W epizodach wystąpili m.in.: Louise Fletcher, James Coburn, Joan Severance, Ray Wise, Don Swayze, Andrew Robinson, Russell Means, John Billingsley, David Carradine.

## Spis odcinków
| N/o            | Polski tytuł                 | Angielski tytuł                |
| -------------- | ---------------------------- | ------------------------------ |
| SERIA PIERWSZA |                              |                                |
| 1              | Intuicja                     | Insight                        |
| 2              | Krąg ognia                   | Ring of Fire                   |
| 3              | Nieuświęcony związek         | Unholy Alliance                |
| 4              | Wszystko dla miłości         | I'll Be Watching You           |
| 5              | Niesplamiona suwerenność     | Unsoiled Sovereignty           |
| 6              | Sposób działania             | Modus Operandi                 |
| 7              | Nocne koszmary               | Night Dreams                   |
| 8              | Okrutny i niezwykły          | Cruel and Unusual              |
| 9              | Nauki szamana                | The Sorcerer's Apprentice      |
| 10             | Druzgocąca cisza             | Shattered Silence              |
| 11             | Sobowtór                     | Doppelganger                   |
| 12             | Naśladowanie mistrzów        | Learning from the Masters      |
| 13             | Na tropie Jacka              | The House That Jack Built      |
| 14             | Cień aniołów (1)             | Shadow of Angels, Part 1       |
| 15             | Cień aniołów (2)             | Shadow of Angels, Part 2       |
| 16             | Egzekutor sprawiedliwości    | Film at Eleven                 |
| 17             | Sytuacja kryzysowa           | Crisis                         |
| 18             | Zabójstwa na autostradzie    | Blue Highway                   |
| 19             | Trening symulacyjny          | FTX: Field Training Exercise   |
| 20             | W otchłani                   | Into the Abyss                 |
| 21             | Trucizna (1)                 | Venom, Part 1                  |
| 22             | Trucizna (2)                 | Venom, Part 2                  |
| SERIA DRUGA    |                              |                                |
| 23             | Pułapka                      | Ambition in the Blood          |
| 24             | Zaburzenia sezonowe          | Primal Scream                  |
| 25             | Podwójne morderstwo          | It Cuts Both Ways              |
| 26             | Ataki bombowe                | Second Best                    |
| 27             | Skorumpowana władza          | Power Corrupts                 |
| 28             | Stare znajomości             | Old Acquaintance               |
| 29             | Niebezpieczne przyjaźnie     | Jack Be Nimble, Jack Be Quick  |
| 30             | Poczucie spełnienia          | Victims of Victims             |
| 31             | Przywileje urodzenia         | Birthright                     |
| 32             | Umrzeć dla życia             | Dying to Live                  |
| 33             | Silne więzy                  | Ties That Bind                 |
| 34             | Snajper                      | Shoot to Kill                  |
| 35             | Żądza krwi                   | Bloodlust                      |
| 36             | Każde pięć minut             | Every Five Minutes             |
| 37             | Punkt krytyczny              | Breaking Point                 |
| 38             | Zabójcza obsesja             | Lethal Obsession               |
| 39             | Siła nienawiści              | Cycle of Violence              |
| 40             | Nastoletnia piękność         | Die Beautiful                  |
| 41             | Korzenie zła (1)             | The Root of All Evil, Part 1   |
| 42             | Korzenie zła (2)             | The Root of All Evil, Part 2   |
| SERIA TRZECIA  |                              |                                |
| 43             | Ukoronowanie                 | Coronation                     |
| 44             | Żądze                        | Cravings                       |
| 45             | Słuszna sprawa               | Do the Right Thing             |
| 46             | Podwójna wizja               | Double Vision                  |
| 47             | Nikczemna matka              | The Sum of Her Parts           |
| 48             | Potwór wewnątrz              | The Monster Within             |
| 49             | Mordercze fantazje           | Perfect Helen                  |
| 50             | Dobro rodziny                | Home for the Homicide          |
| 51             | Wszystko w rodzinie          | All in the Family              |
| 52             | Podejrzenie niewinności      | Ceremony of Innocence          |
| 53             | Gdzie lub kiedy              | Where or When                  |
| 54             | Dziedzictwo                  | Inheritance                    |
| 55             | Utracone bogactwo            | Heads, You Lose                |
| 56             | Otis, Kalifornia             | Otis, California               |
| 57             | Nadmiar miłości              | Spree of Love                  |
| 58             | Podpalacz                    | Burnt Offerings                |
| 59             | Napad                        | Three Carat Crisis             |
| 60             | Pokusa                       | Seduction                      |
| 61             | Mistrz szachów               | Grand Master                   |
| 62             | Pustynia Las Brisas          | Las Brisas                     |
| 63             | Zbrodnia i miłość            | What's Love Got to Do with It? |
| SERIA CZWARTA  |                              |                                |
| 64             | Porwanie część 1             | Reunion: Part 1                |
| 65             | Porwanie część 2             | Reunion: Part 2                |
| 66             | Nowa agentka                 | Blind Eye                      |
| 67             | Duch przeszłości             | Old Ghosts                     |
| 68             | Niewierność                  | Infidelity                     |
| 69             | Morderca na służbie          | To Serve and Protect           |
| 70             | Grzech pierwotny             | Original Sin                   |
| 71             | Dusiciel w pociągu           | Train Man                      |
| 72             | Quid pro Quo                 | Quid Pro Quo                   |
| 73             | Korupcja                     | Clean Sweep                    |
| 74             | Ofiary napadu                | Random Act                     |
| 75             | Osaczenie                    | Besieged                       |
| 76             | Rozdwojenie osobowości       | Proteus                        |
| 77             | Raj utracony                 | Paradise Lost                  |
| 78             | Długa droga do domu          | The Long Way Home              |
| 79             | Snajper                      | House of Cards                 |
| 80             | Mea Culpa                    | Mea Culpa                      |
| 81             | Pianistka                    | Pianissimo                     |
| 82             | Zazdrosny wielbiciel         | On Your Marks                  |
| 83             | Na tropie seryjnego mordercy | Tsuris                         |